# Измаил (религия)
 Тази статия е за библейския персонаж.  За града в Украйна вижте Измаил.  
Исмаи́л или Измаи́л (на иврит: יִשְׁמָעֵאל, Ишмаел (Yishma’el, Yišmāʻēl), на гръцки: Ισμαήλ Ismaēl; на латински: Ismael; на арабски: إسماعيل, ʼIsmāʻīl, в буквален превод – „Да чуе Бог“) е библейски персонаж. Син на Авраам ([Бит. 16:3]) от робинята Агар (по потекло - египтянка). Отпратен с майка си в пустинята Фаран, той израства на свобода и се жени за египтянка ([Бит. 21:21]), като има 12 сина от нея ([Бит. 25:13]), както и дъщеря на име Васемафа ([Бит. 36:3]), която е женена за Исав.
Смята се за родоначалник на малките племена на бедуините, които завладяват част от т.нар. Арабска пустиня, намираща се между Ханаан и Древен Египет (Синайския полуостров).

## Исмаил и Исаак
В глава 16 на Битие раждането на Исмаил е планирано от първата съпруга на древноеврейският патриарх Абрам (Аврам, по-късно наречен Авраам), известна тогава като Сарайя (Сара, впоследствие преименувана на Сарра). Въпреки многото си молитви и усилия в тази насока, те остават бездетни до (съответно) 86- и 75-годишна възраст. Вече започват да се отчайват относно това ще изпълнят ли Авраамовия завет (установен в Битие 15). Поради това Сара се възползва от възможността да дари мъжа си с дете и законен наследник, без самата тя да забременява – според традицията, установена сред пустинните племена, ако от господаря зачене по желание на господарката някоя нейна робиня и роди в скута ѝ (между разтворените ѝ крака, така сякаш тя самата ражда), се смята, че детето е нейно. За това е определена слугинята египтянка Хагар (Агар или Хаджар). Сара я поставя Агар на разположение на съпруга си и начинанието ѝ има на първо време успех.
Обаче когато Агар забременява, тя започна да проявява презрение към Сара – явно показвайки намерението си да я измести. На това господарката ѝ реагира, като започва да се държи грубо с нея, дотолкова че Агар избягва от тормоза ѝ в пустинния регион между селището на Авраам и Шур. (Битие 16: 7 – 16) описва името на Исмаил и Божието обещание на Агар относно Исмаил и неговите потомци. Това се случва при кладенеца на Вир-лахай-рои, където Агар е посетена от Ангела Господен, който ѝ казва: „Ето ти си заченала, и ще родиш син; да го наименуваш Исмаил, защото Господ чу скръбта ти. Ангелът заповядва на Агар: „Върнете се при господарката си [Сара] и ѝ се покори" (Битие:11). Но Бог казва на Агар и че синът ѝ ще живее в конфликт с роднините си. Когато се ражда Исмаил, Авраам е на 86 години. После детето се оказва неравностойно на онова, което все пак Сара ражда сама (момче на име Исак, наричано и Исаак). В глава 17 на Битие се разказва как Авраам е благословен, за да може потомците му да бъдат толкова много, колкото прахът на земята, но това се отнася по-скоро за потомците му от Сара (вече Сарра), тъй като по-късно Господ го уверява: „Ще установя завета Си с [Исаак]“ и „в Исаак ще се нарече твоето потомство“, а за потомците на Исмаил твърди само, че ще ги закриля и че ще „направи народ от сина на робинята“.
На 13 години Исмаил е обрязан едновременно с всички останали мъже в дома на Авраам, ставайки част от завета при масово обрязване. Когато Авраам, е 99-годишен, Сара зачева както е повелил Бог и се ражда законния му син -  Исак. На осмия ден от раждането си той е обрязан както повелява законът.. В деня на отбиването на Исак Авраам дава угощение, а Исмаил се присмива и Сара моли Авраам да го изгони заедно с майка му, като казва: „Изпъди тая слугиня и сина ѝ, защото синът на тая слугиня няма наследство с моя син Исаак“. Искането ѝ е болезнено за Авраам, който обича Исмаил, обаче той го изпълнява и двамата (снабдени от Авраам с хляб и вода) са пратени в изгнание; в пустинята Беер-Шева те остават без вода. Агар изоставя Исмаил, за да не гледа как той умира от жажда, но Бог ги спасява. Исмаил израства и се заселва в пустинята.
След две поколения потомците на синовете на Измаил посредством опитомяването, отглеждането и развъждането на камили осъществяват контрол над керванната търговия между Галаад и Древен Египет ([Бит. 37:25]). Именно измаилтяните продават Йосиф в Древен Египет, като далечно предисловие към Изхода (преселението на евреите в посока към Ханаан, след като много поколения преди това предците им са се заселили оттам в Египет).
Библията също така отъждествява измаилтяните с мадиамците ([Бит. 37:28]).
Йосиф Флавий предава, че потомците на Измаил изпълват цялата област между Ефрат и Червено море, известна като Набатейско царство. 
Арабите се смятат родствени на Агар и Исмаил, а родословието на пророка Мохамед е извеждано от него и сам той е смятан за пророк от мюсюлманите.

## 12-те синове на Измаил
1. Наваиов (Навеоф; на латински: Nabaioth; на гръцки: Ναβαιώθ) – виж набатейци
2. Кедар (Кидар; на латински: Cedar; на гръцки: Κηδὰρ)
3. Адбеел (Авдеил; на латински: Abdeel; на гръцки: Ναβδεὴλ)
4. Мивсам (Массама; на латински: Mabsam; на гръцки: Μασσὰμ)
5. Мишма (Маема; на латински: Masma; на гръцки: Μασμὰ)
6. Дума (Идума; на латински: Duma; на гръцки: Δουμὰ). В Книгата на Исая се свързва с възвишението Сеир ([Бит. 21:11])
7. Масса (Масс; на латински: Massa; на гръцки: Μασσῆ)
8. Хадад (Ходад; на латински: Adad; на гръцки: Χοδδὰν)
9. Фема (Феман; на латински: Thema; на гръцки: Θαιμὰν)
10. Йетур (на латински: Itur; на гръцки: Ιετοὺρ) – виж Итурея
11. Нафиш (Нафес; на латински: Naphis; на гръцки: Ναφὲς)
12. Кедма (на латински: Cedma; на гръцки: Κεδμά)